# Gandhi Jayanti
Gandhi Jayanti es una fiesta nacional que se celebra en la India para conmemorar la fecha de nacimiento de Mahatma Gandhi, el "Padre de la nación". Se celebra el 2 de octubre. Fue declarada fiesta nacional en todos los estados y territorios de la unión. Antes de morir en 1948 Gandhi había dicho que no quería que el día de su cumpleaños fuera celebrado como una fiesta. Sin embargo, el gobierno indio lo declaró festivo tras su muerte.
El día se caracteriza por los servicios religiosos y ofrendas en el monumento memorial Raj Ghat, que se encuentra en Nueva Delhi, donde Gandhi fue cremado.